# مصطفى الفقي
مصطفى الفقي سياسي مصري، من مواليد مركز المحمودية محافظة البحيرة في 14 نوفمبر 1944. شغل سابقا منصب سكرتير رئيس الجمهورية للمعلومات والمتابعة وشغل سابقا منصب مدير مكتبة الإسكندرية .

## حياته المهنية
- أمين عام المجلس الاستشاري للسياسة الخارجية.
- سفير مصر بجمهورية النمسا.
- سفير غير مقيم لدى جمهوريات سلوفاكيا وسلوفينيا وكرواتيا (1995 - 1999).
- مندوب مقيم لمصر لدى المنظمات الدولية في العاصمة النمساوية فينا مثل الوكالة الدولية للطاقة الذرية ومنظمات الأمم المتحدة لمدة أربع سنوات.
- عمل سكرتيرا للرئيس محمد حسني مبارك للمعلومات بين عامي 1985، 1992
- قام بالتدريس في الجامعة الأمريكية، وأشرف على عدد من الرسائل العلمية.
- قنصل مصر في «لندن» ثم سكرتير ثان السفارة المصرية (حتى عام 1975).
- عمل مباشرة مع الدكاترة بطرس بطرس غالي وأسامة الباز ونبيل العربي وعمرو موسى وأصدر «الكتب البيضاء» التي تدور حول تاريخ الدبلوماسية المصرية خصوصاً والعربية عموماً.
- مستشار للسفارة المصرية في «الهند» (حتى عام 1983).
- أستاذ للعلوم السياسية في أقسام الدراسات العليا بالجامعة الأمريكية بالقاهرة لمدة تصل إلى خمسة عشر عاماً (1979 - 1993)
- مدير معهد الدراسات الدبلوماسية (1993 - 1995)
- أحد المتحدثين في الجلسة الافتتاحية للمنتدى الاقتصادي الدولي في «دافوس» بسويسرا في يناير 1995 (تولى تقديمه السيد ريمون بار رئيس وزراء فرنسا الأسبق)
- عضو مجلس الشعب عن انتخابات سنة 2005 عن دائرة دمنهور وقد أعلن سقوطه في بادئ الأمر ثم أعلن فوزه بعد ذلك، وثار لغط كبير بسبب شهادة المستشارة نهى الزيني التي أيّدها نادي القضاة و 137 قاضيا[1] بأن إجمالي عدد الأصوات كان لصالح منافسه د. جمال حشمت المرشح عن جماعة الاخوان المسلمين ويعمل الدكتور مصطفى الفقي رئيس للجنة العلاقات الخارجية بمجلس الشورى.
- عضو في الوفد المصري الرسمي لكل مؤتمرات القمة العربية والأفريقية والدولية (1985 ـ 1992)
- رئيس الجانب المصري في الاجتماعات التحضيرية للجان المشتركة بين مصر والدول العربية (1999 ـ 2000)
- متحدث أمام مجلس العلاقات الخارجية (نيويورك ـ أكتوبر 2003)
- عضو المجلس القومي لحقوق الإنسان منذ (2004) وعضو اتحاد الكتاب منذ (2006) وعضو المجمع العلمي المصري والذي تأسس عام 1798 منذ (2007) وعضو المجلس الأعلى للثقافة منذ (2007) وعضو المجلس الأعلى للشؤون الإسلامية ومقرر لجنة الفكر الإسلامي منذ (2008) ـ عضو مجلس كلية الاقتصاد والعلوم السياسية بجامعة القاهرة منذ (2008)
- رئيس مجلس إدارة جمعية الصداقة المصرية ـ النمساوية منذ (1999)
- عضو المجلس المصري للشئون الخارجية منذ (2001) وعضو في معظم الجمعيات المتخصصة في مصر
- عضو عامل في المعهد الدولي للدراسات الإستراتيجية بلندن منذ (2008)
- نائب رئيس جمعية «وادي النيل» للعلاقات المصرية السودانية منذ (2008)
- عضو الهيئة الاستشارية «لمؤسسة الفكر العربي» (2002-2004) ـ (2010 ـ)
- عضو «المنتدى العربي» - الأردن منذ (1998)
- ممثل الشباب المصري إلى «الجزائر» (احتفالات عيد الاستقلال ونقل رفات الأمير عبد القادر الجزائري إلى وطنه) يونيو (1966)
- مستشار - السفارة المصرية في نيودلهي (1979 ـ 1983)
- رئيس الجامعة البريطانية في مصر (فبراير 2005 - أبريل 2008).[2]
- عضو لجنة الشرق الأوسط في اتحاد البرلمان الدولي (2005) ـ عضو اللجنة الاستشارية لاتحاد البرلمان الدولي الخاصة بالأمم المتحدة ممثلاً وحيداً للدول العربية (2008)
- مدير مكتبة الإسكندرية (مايو 2017 - حتى الآن).[3]
- اشتغل بالشؤون العربية والفكر القومي منذ أن كان رئيسًا لاتحاد الطلاب في الجامعة حتى الآن وله دائرة علاقات واسعة مع المسئولين العرب والمفكرين والمثقفين في معظم العواصم العربية
- له مقالات دورية في الصحف المصرية والعربية الكبرى في الثلاثين عاماً الأخيرة إلى جانب الدوريات الأجنبية وإعداد الموسوعات الدولية الشهيرة.
- أشرف على وناقش أكثر من 35 رسالة جامعية للدكتوراه والماجستير في الجامعات العربية والأجنبية.
- كتب مقدمة عشرات الكتب المتخصصة في العلوم الاجتماعية والآداب ومناهج البحث (ومنها مقدمة كتاب (الرد) للدكتور كورت فالدهايم رئيس دولة النمسا وسكرتير عام الأمم المتحدة الأسبق وذلك بناءً على طلبه)

## المساهمة في المجتمع المدني
- عضو مجلس أمناء المتحف القومي للحضارة المصرية 2017
- عضو مجلس جامعة دمنهور 2016.
- عضو مجلس أكاديمية الفنون 2016.
- رئيس الصالون الثقافي العربي - القاهرة 2016
- عضو المجلس القومي لحقوق الإنسان  (يناير 2004) – مقرر اللجنة الثقافية للمجلس (2006 ـ 2007) ـ (2008 ـ 2009).
- عضو عامل في المركز الدولي للدراسات الإستراتيجية بلندن(2008).
- عضو الجمعية العمومية لمؤسسة الأهرام (2008).
- عضو رابطة خريجي جامعة القاهرة (2008).
- نائب رئيس جمعية «وادي النيل» للعلاقات المصرية السودانية (2008).
- عضو المجلس الأعلى للشؤون الإسلامية ـ (مقرر لجنة الفكر الإسلامي 2008 – لجنة التثقيف السياسي 2017).
- عضو لجنة تحديد الجهات المنوط بها الترشيح لجوائز الدولة (2008).
- عضو مجلس كلية الاقتصاد والعلوم السياسية بجامعة القاهرة ـ أغسطس (2008).
- عضو المجمع العلمي المصري  الذي تأسس عام 1798(2007).
- عضو المجلس الأعلى للثقافة منذ عام 2007.
- عضو اللجنة التنفيذية للمجلس القومي للمرأة (2000-2006) – مقرر لجنة المشاركة السياسية للمجلس (2006-2007).
- عضو اتحاد الكتاب منذ عام 2006.
- عضو جمعية أصدقاء المتحف القبطي ـ المجلس الأعلى للآثار (2005).
- محاضرات في معهد الدراسات العربية بالقاهرة (2004-2005).
- عضو مجلس إدارة المعهد الإقليمي لتكنولوجيا المعلومات – القاهرة (2003-2005).
- عضو الهيئة الاستشارية «لمؤسسة الفكر العربي» ـ (2002-2004)(2012-).
- رئيس تحرير مجلة «مجلس الشعب» (2004).
- عضو لجنة العلوم السياسية بالمجلس الأعلى للثقافة (1993) - عضو لجنة المجلس لمراجعة جوائز الدولة التقديرية وجائزة النيل العليا في العلوم الاجتماعية منذ عام 2003.
- عضو مجلس أمناء معهد الدراسات الدبلوماسية – وزارة الخارجية (2003).
- عضو مجلس أمناء جامعة أكتوبر للعلوم الحديثة والآداب MSA (2003).
- نائب رئيس مجلس إدارة جمعية الصداقة المصرية ـ الهندية (92 ــ 1995) وعضو مجلس أمنائها (2002).
- عضو مجلس الأمناء للمؤسسة التعليمية (MBI)، لندن، المملكة المتحدة (2002).
- عضو المجلس المصري للشئون الخارجية منذ عام 2001.
- عضو مجلس إدارة نادي هليوبوليس (2000 – 2005) ثم مستشار المجلس  (2010 - 2016).
- رئيس مجلس إدارة جمعية الصداقة المصرية ـ النمساوية ـــ منذ ديسمبر 1999.
- عضو في كافة الجمعيات الأهلية والعلمية ذات الصلة بالشئون السياسية والعلاقات الدولية وأبحاث التنوير ودراسات الوحدة الوطنية في جمهورية مصر العربية.
- عضو المنتدى العربي - الأردن (1998).
- عضو مجلس إدارة الجمعية المصرية للدراسات التاريخية (94 ـ 1995).
- مشرف على صالون ثقافي شهري (93 ـ 1994).
- عضو الجمعية المصرية للقانون الدولي منذ عام 1990.
- عضو جمعية خريجي الجامعات البريطانية بالقاهرة (1989).
- عضو جمعية الإخاء الديني (1979).
- رئيس قسم العضوية في غرفة التجارة العربية البريطانية ـ لندن (76-1977).
- ممثل الشباب المصري إلى «الجزائر» في احتفالات عيد استقلالها ونقل رفات الأمير عبد القادر الجزائري إلى وطنه (يونيو 1966).
- رئيس اتحاد طلاب كلية الاقتصاد والعلوم السياسية (64 ـ 1966)، مسئول التثقيف لمنظمة الشباب العربي بالقاهرة (66 ـ 1967).

## المؤتمرات الدولية
- رئيس وفد مصر للمؤتمر العالمي للشباب في «جامايكا» (أبريل 1985)
- عضو في الوفد المصري الرسمي لكل مؤتمرات القمة العربية والأفريقية والدولية (1985 ــ 1992).
- المحاضر الأساسي في الجلسة الرئيسية للمنتدى الاقتصادي العالمي في «دافوس» سويسرا (تولى تقديمه السيد «ريمون بار» رئيس وزراء فرنسا الأسبق) ـــ يناير 1995.
- رئيس الجـانب المصـري في الاجتماعات التحضيرية للجان المشتركة بين مصر والدول العربية (99 ـــ 2000).
- المتحدث الرئيسي في الجلسة الختامية في ندوة «ولتون بارك» حول الشرق الأوسط، المملكة المتحدة ـــ يوليو 2000.
- عضو الوفد المصري في المؤتمرات البرلمانية الدولية منذ عام 2000 حتى 2010.
- المتحدث في الجلسة الرئيسية حول «الملاحظات الافتتاحية» (المؤتمر المشترك بين المعهد الملكي للشئون الدولية والمجلس المصري للشئون الخارجية) تحت عنوان «ماذا يمكن أن يفعل الآخرون للفلسطينيين والإسرائيليين» (تشاتام هاوس ـ لندن ـ يوليو 2002).
- ضيف برنامج  (Hard Talk) الشهير في التليفزيون البريطاني (B.B.C.)، أغسطس 2002.
- متحدث في مجلس الشيوخ الفرنسي حول «قضية حماية التراث الإنساني» (باريس ـ أكتوبر 2002).
- متحدث في المحاضرة السنوية للجمعية المصرية ـ البريطانية (لندن ـ مايو 2003).
- متحدث في محاضرة أمام المعهد الأوروبي الأيرلندي (دبلن ـ مايو 2003).
- متحدث أمام مجلس العلاقات الخارجية (نيويورك ـ أكتوبر 2003).
- متحدث في المؤتمر السنوي لمعهد الشرق الأوسط (واشنطن ـ أكتوبر 2003).
- ممثل للبرلمان المصري أمام الجمعية العامة للأمم المتحدة في نيويورك (أكتوبر ونوفمبر 2003).
- محاضر بدعوة من الجالية المصرية في مونتريال (نوفمبر2003)
- متحدث أمام روّاد معرض فرانكفورت الدولي للكتاب حول «المستقبل العربي» (أكتوبر 2004).
- متحدث أمام مؤتمر الهيئة الإسلامية الأمريكية (نيوجيرسي- أكتوبر 2004).
- متحدث رئيسي في مؤتمر كلية الدراسات الشرقية والأفريقية S.O.A.S في الذكرى الخمسين لحرب السويس (لندن 2006).
- دعوة من الجمعية الدولية للأمراض العصبية والنفسية لإلقاء (محاضرة عكاشة السنوية) لسنة 2017 في موضوع (الدين والسياسة.. من منظور سلوكي)

## ترشيحه لمنصب الأمين العام لجامعة الدول العربية
أعلنت وزارة الخارجية المصرية رسميا ترشيحه لمنصب الأمين العام لجامعة الدول العربية، خلفاً للأمين العام عمرو موسى، الذي تنتهي ولايته منتصف مايو 2011 ولكن حصل على المنصب نبيل العربي بعدما سحبت قطر مرشحها في مقابل أن تسحب مصر ترشيح مصطفى الفقي.

## جوائزه
- حصل على كأس الخطابة في أسبوع شباب الجامعات المصرية عام 1965
- حصل على الجائزة الأولى في المقال السياسى للشباب من المجلس الأعلى للعلوم والفنون والآداب سنة 1966.
- حصل على جائزة أفضل كتاب في الفكر السياسى ضمن جوائز معرض القاهرة الدولي للكتاب عام 1992
- حصل على جائزة الدولة التشجيعية عام 1994.
- نال وسام العلوم والفنون من الطبقة الأولى من حكومة النمسا عام 1998
- حصل على أعلى وسام نمساوي يعطى للسفراء الاجانب
- أهداه القاصد الرسولي (سفير الفاتيكان)، عميد السفراء في النمسا، ميدالية من بابا الفاتيكان.
- حصل على جائزة الدولة التقديرية في العلوم الاجتماعية 2003 ـ وجائزة «النيل العليا» 2010
- حصل على جائزة  «مصطفى وعلي أمين» (أفضل مقال صحفي) لعام 2015.

## مؤلفاته
يكتب في عدة صحف منها الأهرام والحياة اللندنية...كمان له عامود خاص في جريدة المصري اليوم
كما أن له عدة مؤلفات منها
- لقطات من العمر: مركز الأهرام للنشر – القاهرة 2017.
- شخصيات على الطريق: الدار المصرية اللبنانية - القاهرة 2017 (عدة طبعات)
- عرفتهم عن قرب: الدار المصرية اللبنانية - القاهرة 2016 (عدة طبعات)
- حوار العصر ماذا جرى لمصر: دار المعارف – القاهرة 2016.
- الانفجار العظيم والفوضى الخلاقة: دار المعارف – القاهرة 2016.
- سنوات الفرص الضائعة: دار نهضة مصر - القاهرة 2015 (عدة طبعات).
- فلسطين من التأييد السياسي إلى التعاطف الإنساني: الهيئة العامة للكتاب – القاهرة 2015.
- فلسفة الكون وتوازن الوجود: الهيئة العامة للكتاب – القاهرة 2015.
- صدر عن «الصالون الثقافي العربي» كتاب تذكاري بعنوان (د.مصطفى الفقي رائد التحديث في الفكر السياسي العربي) بمناسبة بلوغه السبعين – القاهرة 2014.
- العرب من فقه المؤامرة إلى فكر الحريات: دار الشروق – القاهرة 2009.
- الدولة المصرية والرؤية العصرية: دار الشروق ـ القاهرة 2005.
- حصاد قرن:  الهيئة العامة للكتاب ـ القاهرة 2004 (باللغة الإنجليزية).
- محنة أمة: دار الشروق ـ القاهرة 2003 (جائزة أفضل كتاب ضمن جوائز معرض القاهرة الدولي للكتاب 2004).
- الرهان على الحصان:  دار الشروق ـ القاهرة 2002.
- نهج الثورة وفكر الإصلاح: دار الشروق ـ القاهرة 2002.
- العرب..الأصل والصورة: دار الشروق ـ القاهرة 2001.
- ليالي الفكر في فيينا: دار الشروق ـ القاهرة 1998ـ (عدة طبعات)
- الرؤية الغائبة:  دار الشروق ـ القاهرة 1996 ـ     (عدة طبعات)
- حوار الأجيال:  دار الشروق ـ القاهرة 1994 ـ    (عدة طبعات)
- تجديد الفكر القومي: دار الشروق ـ القاهرة 1993 ـ (عدة طبعات) ــ (فائز بجائزة الدولة التشجيعية وجائزة أفضل كتاب ضمن جوائز معرض القاهرة الدولي للكتاب في عام الإصدار).
- لقاء الأفكار: الهيئة المصرية العامة للكتاب ـ القاهرة 1993.
- الإسلام في عالم متغير: الهيئة المصرية للكتاب ـ القاهرة 1993 (الطبعة الإنجليزية)، دار الشروق ـ القاهرة 1999 (الطبعة العربية)
- الأقباط في السياسة المصرية: رسالة دكتوراه بالإنجليزية ومنشورة في عدة طبعات باللغتين العربية والإنجليزية دار الشروق ـ القاهرة 1985، دار الهلال ـ القاهرة 1985، الهيئة العامة للكتاب ـ القاهرة 1989 وصدرت ترجمة فرنسية للكتاب عام 2008
- الشعب الواحد والوطن الواحد: (كتاب اشترك فيه مع المؤلف المستشاران طارق البشري ووليم سليمان قلادة) تقديم د.بطرس غالي: الأهرام ـ القاهرة 1981.
- التقارب الأمريكي السوفيتي ومشكلة الشرق الأوسط: مطبعة أكاديمية ناصر ـ القاهرة 1970.

## لقاءاته الإعلامية
- له برنامج سنوات الفرص الضائعة على قناة النهار وهو برنامج متميز لا ينقصه التشويق لكونه يشهد على عصر مبارك ويكشف خبايا وأسرار هامة وهذا فكره المعهود الذي شهدناه مع الدكتور محمد خالد (إعلامي) في برنامج المنتدى وبرنامج لقاء الفكر .
- برنامج يحدث في مصر على قناة MBC مصر مع الإعلامي شريف عامر يذاع كل أربعاء في تمام الساعة 10:30 مساءً
- تم إستضافته في برنامج الصندوق الأسود الذي يبث على منصة القبس الكويتية بواسطة الإعلامي الكويتي عمار تقي وتم عرض الحلقات مؤخراً في شهر نوفمبر وبداية ديسمبر 2023